# Лісничество (Верхошижемський район)
Лісни́чество (рос. Лесничество) — кордон у складі Верхошижемського району Кіровської області, Росія. Входить до складу Пунгінського сільського поселення.
Населення становить 31 особа (2010, 37 у 2002).
Національний склад станом на 2002 рік — росіяни 100 %.